# Другет, Миклош I
Миклош (Николай, Николас) (I) Другет из Герен (венг. gerényi Druget (I.) Miklós, словац. Mikuláš I. Druget Horiansky; 1300-е годы — май/июнь 1355) — венгерский барон и военный лидер первой половины XIV века. Будучи членом известной семьи Другет, он прибыл в Венгерское королевство вместе со своим отцом и братьями по приглашению короля Карла I на рубеже 1327/1328 годов. Николай поступил на службу при королевском дворе в качестве одного из воспитателей принцев Лайоша и Андраша В этом качестве он смело защищал королевских детей во время покушения Фелициана Заха на королевскую семью в 1330 году. После этого Миклош Другет был назначен мастером виночерпиев.
После того, как его старший брат Вильгельм умер без наследников мужского пола, Миклош Другетй должен был унаследовать его большое богатство и власть в Северо-восточной Венгрии в 1342 году, но в результате придворных интриг недавно возведенный на престол Людовик I конфисковал большую часть наследства. Миклош и его младший брат Янош II смогли сохранить землевладения только в большей части малозаселенной северо-восточной части Венгерского королевства, в графствах Унг и Земплен. Тем не менее, несмотря на политическую маргинализацию, Миклош Другет не потерял благосклонности при королевском дворе. Участвовал во втором неаполитанском походе Лайоша Великого, став капитаном оккупированного Салерно в 1350 году. Вернувшись в Венгрию, он был назначен королевским судьей в 1354 году, но умер в следующем году. От него происходила Геренская ветвь дома Другет, которая угасла к концу XIV века. Гуменнская ветвь рода, как единственная сохранившаяся ветвь семьи Другет, происходила от его младшего брата Яноша.

## Биография
Николай родился в 1300-х годах. Второй Яноша I Другета (ок. 1286—1333) и Паски де Бононенси. Семья Другет принадлежала к неаполитанской знати французского или провансальского происхождения, прибывшей в Апулию (Южная Италия) вместе с графом Карлом I Анжуйским в 1266 году. К первому десятилетию XIV века братья Филипп и Янош — отец Миклоша — считались самыми видными членами семьи. Янош Другет поступил на службу к Клеменции Венгерской, которая короткое время была королевой-консортом Франции. Филипп Другет присоединился к брату Клеменции Карлу Роберту в его экспедиции в Венгрию, на трон которой он претендовал и который успешно приобрел к 1310 году . У Миклоша было два брата, Вильгельм Другет (старший) и Жан II Другет (младший). Они выросли вместе при королевском дворе Клеменции в Париже и Экс-ан-Провансе . Миклош Другет, безусловно, был взрослым к 1324 году, когда платил папскую десятину от имени семейной часовни Святой Марии в ранге приходской церкви, которая находилась в феодальном поместье Другетов в Паскароле.

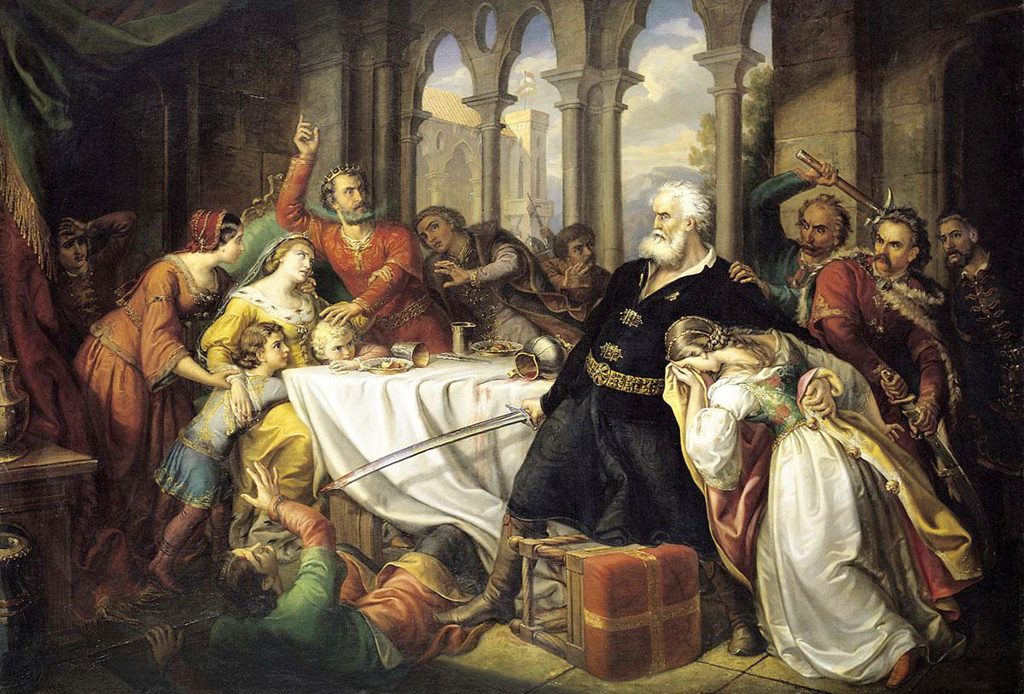
Покушение Фелициана Заха на королевскую семью в 1330 году, картина Сомы Орлая Петрича

Янош Другет и его семья были приглашены из Неаполя в Венгрию королем Карлом I, чтобы унаследовать богатство и власть Филиппа Другета, который десятилетиями жил в Венгрии как самый верный товарищ короля по оружию, и к моменту его смерти (июнь/июль 1327 года) он был одним из влиятельных и могущественных баронов королевства. В то время как Янош сменил своего брата на посту палатина Венгрии, Вильгельм Другет, которому было за двадцать, унаследовал богатство своего покойного дяди и крупную провинцию на северо-востоке Венгрии, мгновенно став самым богатым и могущественным магнатом в Венгерском королевстве. Николас I также прибыл в Венгрию в 1327 или 1328 году. Вместе с Николаем Тапольчани (или Кнесичем) Миклош Другет стал воспитателем («педагогом») венгерских принцев Людовика и Андрея, которые в то время были еще маленькими детьми. Миклош Другет и Миклош Тапольчани присутствовали, когда разъяренный дворянин Фелициан Зах пытался убить всю королевскую семью на обеде 17 апреля 1330 года в королевском дворце Вышеграда. Согласно повествованию Венгерской иллюминированной хроники, двум наставникам удалось спасти жизни принцев, встав на пути Фелициана. Другет и Тапольчани получили тяжелые ранения в голову, но они оба успешно восстановились после инцидента.
Во время подготовки военного похода в Польское королевство бездетный Вильгельм Другет объявил свою последнюю волю и завещание в замке Шарош (современный Шариш, Словакия) 9 августа 1330 года, где он назначил наследником всех своих владений своего младшего брата Миклоша, опять же по принципу первородства (то есть младший брат Янош II был исключен из наследства). Соответственно, Николай Другет должен был унаследовать восемь замков — Шаланц (Сланец), Парич (близ Требишова), Барко (Бреков), Йезене (Ясенов), Палоча (Плавеч), Любло (Стародубовня), Шоколы (sokoľ) и Nedec или Dunajec (Niedzica) с окрестными землями. Замки, заложенные на территории провинции Другет на северо-востоке Венгрии, в комитатах Шепеш, Абай, Сарос и Земплен, все, кроме одного, расположены на территории нынешней Словакии. Дунаец находится в Польше. Кроме того, Николай также стал наследником некоторых неопознанных земель в комитате Сатмар и Уйбече («Новая Вена»), поселении к северу от Пешта. Миклош унаследует хартии и документы Уильяма, весь его конезавод, рабочий инвентарь, его лошадей-гарантов и его оружие при условии, что он должен их сестре Клеменции 300 марок чистого серебра из дохода перечисленных поместий, на которые он предоставляет таможенную пошлину Lubló их сестре до полного урегулирования.
Николас Другет был впервые назван мастером виночерпиев королевской хартией в августе 1332 года. Кроме того, он также служил ишпаном комитата Угоча с того же месяца. Он занимал эти должности до 1343 и 1342 годов соответственно . Историки Игнац Аврелий Фесслер и Иштван Мишкольчи считают, что Миклош Другет сопровождал принца Андрея в Неаполь в 1333—1334 годах, где он был помолвлен со своей двоюродной сестрой Джоанной, внучкой и наследницей короля Роберта Неаполитанского. Миклош, как воспитатель шестилетнего Андрея, некоторое время оставался в Неаполе. Однако, как подчеркивает Джура Харди, для этого нет источника. Миклош участвовал в войне против Австрийского герцогства летом 1336 года. Он присутствовал при осаде форта Крайсбах (около современного Вильгельмсбурга) в июле.

## Конфискация его наследия
Король Венгрии Карл I Роберт скончался в Вышеграде 16 июля 1342 года. Его 16-летний сын Людовик I взошел на венгерский престол без сопротивления пять дней спустя. Хотя Людовик достиг совершеннолетия, его мать королева Елизавета и ее приближенные — в первую очередь Томас Сеченьи — оказал на него мощное влияние, что привело к немедленной политической маргинализации Уильяма Дрюгета. Через два месяца после смерти Карла I Вильгельм также умер в сентябре 1342 года. После этого его поместья на северо-востоке Венгрии должны были вернуться к короне, поскольку у него не было законных наследников мужского пола. Под влиянием королевы Елизаветы и Томаса Сеченьи — «польской партии» — Людовик отверг последнюю волю и завещание Вильгельма от 1330 года, и его младший брат Николай не был признан его наследником. Вместо него Николай Жамбоки в течение нескольких недель был сделан палатином Венгрии, который до этого занимал лишь незначительные должности (до этого эту должность занимали три последовательных члена семьи Друже — Филипп, Иоанн I и Вильгельм). Венгерские бароны были сыты по горло Другетами, потому что, основываясь на опыте предыдущих десятилетий, они чувствовали, что они могут иметь только второстепенные роли по сравнению с ними. Людовик, который уже родился в Венгрии, не имел эмоционального отношения к месту происхождения — Неаполю — своей семьи, в результате семья Другет больше не пользовалась этим особым вниманием. Идея о том, что Миклош Другет должен стать следующим лордом провинции Дрюгет, никогда серьезно не рассматривалась. После непродолжительного правления Томаса Сеченьи полуавтономная провинция на северо-востоке Венгрии была разделена и ликвидирована к началу 1343 года.

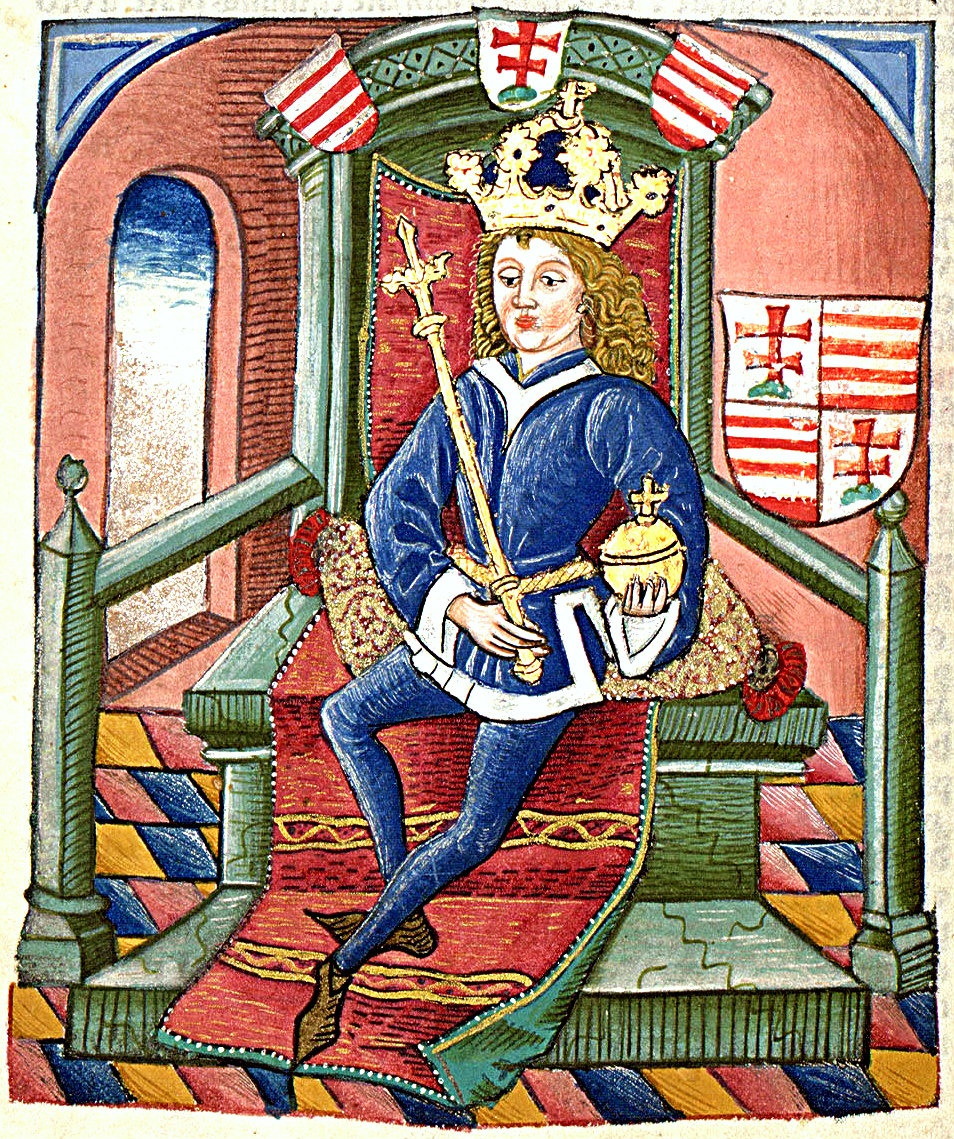
Король Венгрии Людовик I Великий, его изображение в Хронике венгров

Николай Другет также был отстранен от своих придворных должностей на рубеже 1342 и 1343 годов. Последний раз он был назначен магистром виночерпиев в январе 1343 года, а управление комитатом Угоча было отнято у него еще осенью 1342 года . Королевский двор также конфисковал подавляющее большинство частной собственности Другетов. 7 января 1343 года состоялось судебное заседание, на котором Николай и его младший брат Иоанн II представили хартию, чтобы доказать свое право на наследие Вильгельма. В результате братьям вернули три замка — Барко, Йезене и Невицке, Украина) — из девяти, которые у них были, и они были фактически оттеснены на территорию Унгского и Земпленского комитатов, относительно малозаселенной области в северо-восточном углу королевства, в то время как регионы, богатые рудниками или на торговых путях между Польшей и Центральной Венгрией, были конфискованы. Николай и Иоанн стали владельцами поместья Хомонна в Земпленском уезде, которое состояло из 22 деревень. Они также владели Саламоном (Соломоново, Украина), Захони и деревней Земплен (сегодня Земплин, Словакия) с ярмаркой в юго-восточной части уезда. Николай и Иоанн унаследовали деревни Nagykapos и Mocsár (совр. Veľké kapušany и Močiar в Словакии, соответственно) в Унгском уезде.
Николай служил ишпаном комитата Унг с 1343 по 1354 год — последняя оставшаяся должность в бывшей политической администрации распадающейся провинции Другет. Местные дворяне продолжали служить Другетам. Например, его первым вице-ишпаном был Доминик Чичери . Его бывшая невестка Мария Фоллия — вдова Уильяма и фрейлина королевы Елизаветы — еще больше уменьшила его наследство: когда она сопровождала Елизавету в Неаполь, она воспользовалась своим предполагаемым правом вдовы на фамильное поместье Уильяма в Неаполе, когда ей была предоставлена часть от Паскаролы, главной феодальной собственности Другетов, королевой Джоанной в январе 1344 года. Сербский историк Джура Харди подчеркивает, что Мария не имела законного права наследовать феодальное поместье по сравнению с братьями ее покойного мужа, которые не получили приглашения сопровождать Елизавету в ее поездке в Неаполь. В последующие годы были различные судебные иски между братьями Другет и орденом Лелеш (Leles), которые претендовали на владение Надькапосом для себя.

## Возвращение к элите
Несмотря на политическую маргинализацию, Николай Другет не опозорился при королевском дворе. Вместе с несколькими другими лордами он участвовал в неаполитанском походе короля Людовика Великого в 1350 году. Следовательно, Николай вернулся на свою первоначальную родину, Неаполитанское королевство, после более чем двух десятилетий. Также возможно, что он ранее прибыл в Южную Италию в качестве члена наемников Стефана Лакфи, поскольку его имя становится редким в отечественных источниках после 1347 года и вообще не появляется в исторических документах. После того, как венгерский монарх начал свою вторую кампанию в апреле 1350 года, венгерская армия, прибывшая через Адриатическое море, в последующие месяцы двинулась к Неаполю. Город Салерно был осажден и занят 27 июня 1350 года. После того, как Людовик решил вернуть Венгрию после захвата Аверсы, он назначил Андрея Лакфи губернатором Апулии, в то время как Николас Другет и Фра Мориале были назначены военными капитанами Салерно и Аверсы соответственно. Их войска успешно сражались против Людовика Тарентского. Джура Харди считает, что Николай воспользовался своим личным военным присутствием и посетил феодальное поместье Паскарола, чтобы «убедить» вассалов и подданных снова быть верными. Эта земля была последним пунктом связи семьи Другет со старой родиной. Венгрия, тем временем, стала их новым домом, несмотря на потери 1342 года, который был богаче и просторнее, чем Паскарола.

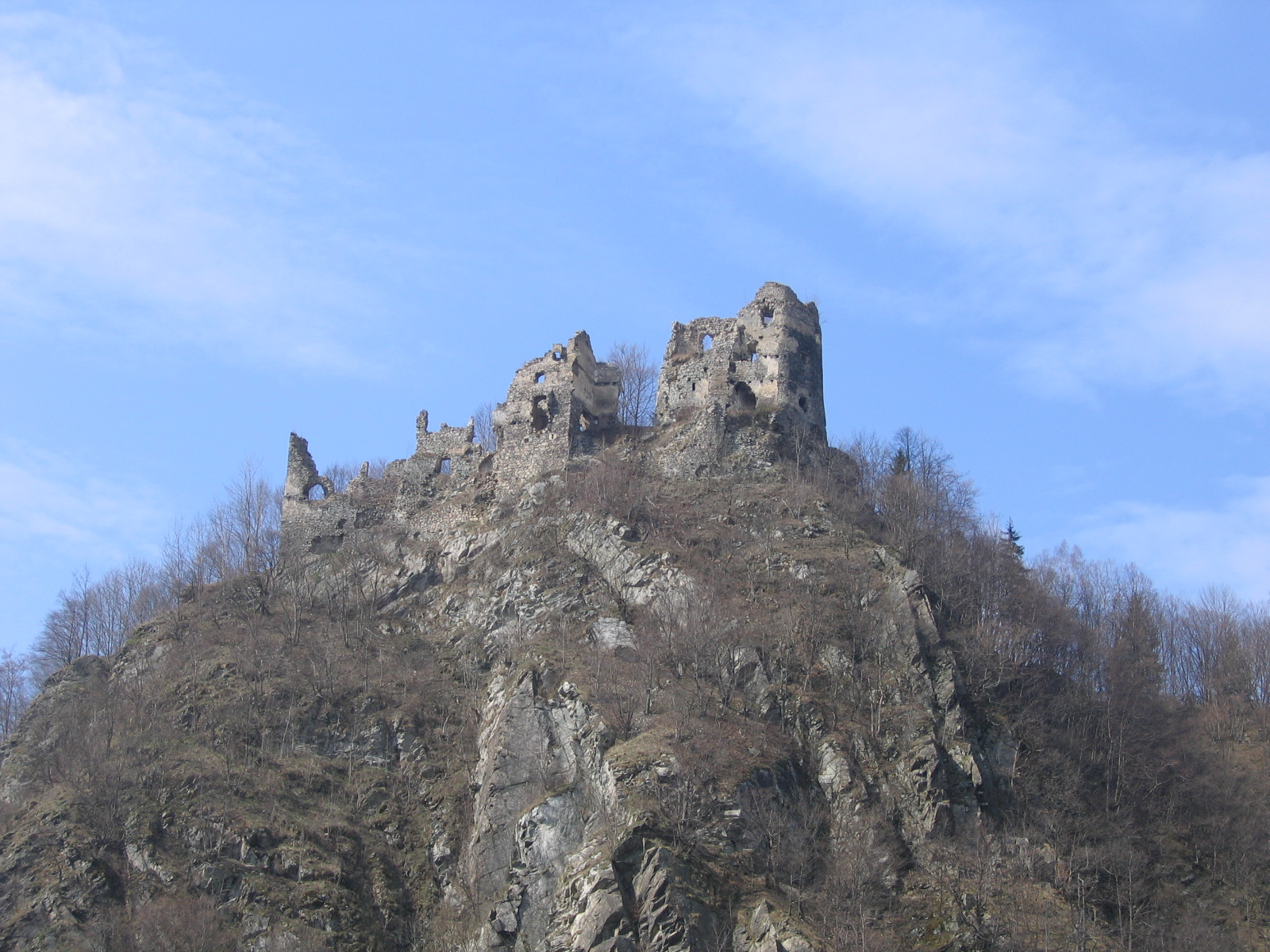
Замок Старград (Овар), недалеко от Незбудски-Лучки, принадлежал Миклошу Другету, когда он занимал должность королевского судьи в 1354—1355 годах

Людовик и Джованна подписали мирный договор в марте 1352 года. Джованна и её муж Людовик Тарентский вернулись в Неаполитанское королевство, а войска Людовика Великого были выведены. Николай I Другет также вернулся в Венгрию в 1352 или 1353 году. Он проживал в королевстве до апреля 1353 года. В награду за участие в неаполитанской кампании венгерский монарх подтвердил свое законное владение над Уйлаком (Новосадом) в Земпленском комитате и заверил его, что предоставит Надасд (Trstené pri Hornáde) в комитате Абауй после смерти Марии Фоллии, которая владела деревней до конца своей жизни. В ноябре 1353 года король Людовик даровал Николаю и его брату Иоанну «право меча». После смерти Томаса Сеченьи в апреле 1354 года Николай Другет был назначен королевским судьей — второй по престижности светской должностью в королевстве. Кроме того, он также служил ишпаном комитата Туроц. В результате его брат Янош Другет сменил его на посту ишпана комитата Унг в том же году.
Возвращение Другетов к национальной элите и власти оказалось лишь временным. Миклош Другет скончался всего через год, в мае или июне 1355 года. У Николая было два сына от его неизвестной жены, Янош III и Ладислав I. Они оставались местными — хотя и видными — дворянами в комитате Унг без национального политического значения. Вскоре после 1343 года Миклош Другет перенес свою постоянную резиденцию в Герены (современные Горяны, район Ужгорода). Он построил там укрепленный особняк. От него происходила Геренская линия семьи Другет, но эта ветвь вымерла через два поколения к концу XIV века. После возможного раздела наследства брат Николая, Янош II, управлял родовыми поместьями в Земпленском комитате. Происходившая от него Гуменнская линия рода Другет продолжала существовать до 1684 года, как единственная сохранившаяся ветвь рода Другет.